# Silnice II/610
Silnice II/610 je česká silnice II. třídy vedoucí z pražských Kbel do Turnova. Jedná se o bývalou část státní silnice č. 10 ("stará turnovská"), která byla v tomto úseku nahrazena dálnicí D10, k níž II/610 tvoří doprovodnou komunikaci dlouhou 82 km.[zdroj?]

## Vedení silnice

### Hlavní město Praha
- nájezd na E55
- Kbely (ul. Mladoboleslavská)
- Vinoř (ul. Mladoboleslavská)

### Okres Praha-východ
- Podolanka
- Dřevčice
- Brandýs nad Labem (II/101, II/245)
- most přes Labe
- Stará Boleslav (začátek peáže II/331)
- křížení s D10 (exit 14 Stará Boleslav)

### Okres Mladá Boleslav
- Podbrahy (konec peáže II/331)
- Skorkov
- nájezd na D10 (exit 21 Tuřice)
- Tuřice
- Předměřice nad Jizerou
- Benátky nad Jizerou (II/272)
- Brodce (II/275)
- Písková Lhota
- zaústění do I/16 před nájezdem na D10
- po území města Mladá Boleslav není vedena
- Debř, nový začátek odbočením z I/38
- Kosmonosy
- Chudoplesy
- Bakov nad Jizerou (II/276)
- Mnichovo Hradiště (II/268, II/277)
- Březina
- křížení s D10 (exit 63 Březina)

### Okres Liberec
- Svijany (II/279)
- Příšovice

### Okres Semily
- Přepeře
- Turnov (I/10, I/35, II/283)